# Employed Community Pharmacists in Europe
| Employed Community Pharmacists in Europe (EPhEU) | Employed Community Pharmacists in Europe (EPhEU)                       |
| Organisationsdaten                               | Organisationsdaten                                                     |
| Vorstand                                         | Vorstand                                                               |
| ------------------------------------------------ | ---------------------------------------------------------------------- |
| Präsidentin:                                     | Ulrike Mayer (VAAÖ, Österreich)                                        |
| Vizepräsident:                                   | Serge Caillier (Apothekerkammer Sektion D für Angestellte, Frankreich) |
| Generalsekretär:                                 | Raimund Podroschko (VAAÖ, Österreich)                                  |
| Schatzmeisterin:                                 | Tanja Kratt (ADEXA, Deutschland)                                       |
| Beisitzerin:                                     | Katarina Fehir Šola (Pharmazeutische Gesellschaft, Kroatien)           |
| Internet                                         |                                                                        |
| Website:                                         | www.epheu.eu                                                           |

Employed Community Pharmacists in Europe (EPhEU) ist ein Dachverband europäischer Gewerkschaften und Verbände, die angestellte Apotheker aus öffentlichen Apotheken vertreten. Ziel ist, durch Mitwirkung bei Gesetzgebungsverfahren die beruflichen Rahmenbedingungen europaweit zu verbessern. Der Dachverband unterstützt auch angestellte Apotheker, die in einem anderen Mitgliedsland Arbeit suchen. 

## Geschichte
Am 21. Januar 2012 unterzeichneten Delegierte aus Belgien, Deutschland, Frankreich, Kroatien und Österreich die Statuten von EPhEU. In regelmäßigen Abständen finden Generalversammlungen statt, an denen Delegierte aus allen Mitgliedsländern teilnehmen.

## Gründungsmitglieder
EPhEU wurde von fünf Organisationen gegründet:
- ADEXA – Die Apothekengewerkschaft (Deutschland),
- Verband Angestellter Apotheker Österreichs (VAAÖ; Österreich),
- Sektion D der Apothekerkammer und die Gewerkschaft CFE-CGC Chimie (beide Frankreich),
- Vereinigung der Apothekenkooperativen (OPHACO; Belgien),
- Pharmazeutische Gesellschaft Kroatiens.

## Arbeitsgruppen
- Aus- und Weiterbildung
- Besonderheiten der Berufsausübung in EU-Staaten
- Ausländische Apotheker in EU-Staaten
- Unterschiedliche Regelungen zur Arbeitszeit

## Ereignisse
Am 30. Juni 2012 fand in Brüssel die erste Generalversammlung inklusive Vorstandswahl statt. Die Delegierten verabschiedeten eine Geschäftsordnung und richteten mehrere Arbeitsgruppen ein. 
Am 5. April 2013  fand in Paris die zweite Generalversammlung statt, bei der die Pharmacists’ Defence Association (PDA) aus Großbritannien als Mitglied aufgenommen wurde. Delegierte aller Mitgliedsorganisationen sprachen über die geplanten Richtlinien der EU zur Arbeitszeit (Bereitschaftsdienste, maximale Arbeitszeit), zur Berufsqualifikation, zu Tätigkeiten in anderen EU-Ländern sowie zur Fälschungssicherheit von Arzneimitteln. Einheitlich waren die Delegationen der Meinung, dass für angestellte Apotheker in öffentlichen Apotheken die Kenntnis der jeweiligen Landessprache unerlässlich ist. Ebenso einheitlich wurde das individuelle Opt-out aus der vorgesehenen maximalen Arbeitszeit mittels Arbeitsvertrag abgelehnt.